# ألفا السلب
ألفا السلب (لاتينية: ألفا (حرف) prīvātīvum) هي حرف الألف في اللغة الإغريقية ἀ-‎ والرومية a-‎ التي تفيد السلب والإزالة أو النفي.

## أمثلة
| إغريقي    | لفظ       | معنى       | عربي        |
| --------- | --------- | ---------- | ----------- |
| ἄ-σφαλτος | غير مسقط  | مثبت       | أسفلت       |
| ἄ-δάμας   | لا ينكسر  | صلب        | ألماس       |
| ἄ-συλος   | غير منتهك | مأمن       | ملجأ        |
| ἄ-θεος    | بلا إله   | كفر بالله  | إلحاد       |
| ἀν-όρεξις | بلا رغبة  | فقد الشهية | قهم         |
| ἀ-λεθής   | غير مكتوم | حق         | en:Aletheia |
| ἀ-κύ‌στ‌ις  | بلا كيس   | بلا مثانة  | سلور تياري  |